# Абаев, Даурен Аскербекович
Даурен Аскербекович Абаев (каз. Дәурен Әскербекұлы Абаев; род. 18 апреля 1979, Алматинская область) — казахстанский государственный деятель, дипломат. Чрезвычайный и Полномочный Посол Республики Казахстан в Российской Федерации с 3 июля 2023 года.
Министр информации и коммуникаций Казахстана (2016—2019), министр информации и общественного развития Республики Казахстан (2019—2020), министр культуры и спорта Казахстана (2022—2023).

## Биография
В 2001 году окончил Казахский национальный университет имени аль-Фараби. В 2006 году Лейденский университет. В 2014 году — Евразийский гуманитарный институт.
В 2001 год — 2003 год работал на различных должностях в центральном аппарате Министерства иностранных дел Казахстана (референт, атташе, третий секретарь).
В май — декабре 2007 года возглавлял Отдел пресс-службы Министерства иностранных дел Казахстана.
С декабря 2007 по декабрь 2008 года — главный эксперт, консультант Протокола Президента Республики Казахстан.
С декабре 2008 по октябрь 2009 года — заместитель Пресс-секретаря Президента Республики Казахстан.
С октября 2009 по 2011 год — государственный инспектор Отдела государственного контроля и организационно-территориальной работы Администрации Президента Республики Казахстан.
С октябре 2011 по 6 мая 2016 года являлся Пресс-секретарём Президента Республики Казахстан, а в также Советником Главы государства.
6 мая 2016 года Указом Президента назначен Главой нового Министерства информации и коммуникаций.
С 25 февраля 2019 по 4 мая 2020 года — Министр информации и общественного развития Республики Казахстан.
С 4 мая 2020 по 11 января 2022 года — первый заместитель руководителя Администрации президента Республики Казахстан.
С 11 января 2022 по 4 января 2023 года — Министр культуры и спорта Республики Казахстан.
С 7 марта по 3 июля 2023 года — заместитель Генерального секретаря СНГ.

## Дипломатическая служба
В 2003 году был Третьим секретарём Посольства Республики Казахстан в Азербайджане.
С 2003 по 2007 год — Второй секретарь, Временный поверенный в делах Республики Казахстан в Нидерландах.
С 3 июля 2023 года — Чрезвычайный и Полномочный Посол Республики Казахстан в Российской Федерации.
Обладает дипломатическим рангом первый секретарь I класса.

## Награды
| Страна                                         | Дата        | Награда                                                        | Награда                                                        |  |
| ---------------------------------------------- | ----------- | -------------------------------------------------------------- | -------------------------------------------------------------- |  |
| Казахстан                                      | —           | Кавалер ордена Курмет                                          | Кавалер ордена Курмет                                          |  |
| Казахстан                                      | 2017        | Кавалер ордена Парасат                                         | Кавалер ордена Парасат                                         |  |
| Казахстан                                      | 2018        | Юбилейная медаль «20 лет Астане»                               | Юбилейная медаль «20 лет Астане»                               |  |
| Высший совет Евразийского экономического союза | 29 мая 2019 | Медаль «За вклад в развитие Евразийского экономического союза» | Медаль «За вклад в развитие Евразийского экономического союза» |  |